# Meşəli
Meşəli (armenisch Լեսնոյ Lesnoj), eingedeutscht Meschäli, ist ein Dorf im Rayon Xocalı von Aserbaidschan.

## Geographische Lage und Geschichte
Meşəli befindet sich ca. 18 Kilometer westlich der Provinzhauptstadt Xocalı.
In der Sowjetzeit gehörte der Ort zur Autonomen Oblast Bergkarabach und in dieser zum Rayon Xocalı.
Während des Bergkarabachkriegs wurde Meşəli am 23. Dezember 1991 von bewaffneten armenischen Einheiten besetzt. Dabei kam es zu einem Massaker, bei dem 25 Zivilisten ermordet und 14 weitere verletzt wurden. Bis zu 360 Dorfbewohner mussten ihre Heimatorte verlassen. Das russische Menschenrechtszentrum Memorial berichtete über eine exzessive Gewaltanwendung der Angreifer gegen die Zivilbevölkerung. Nach Ende des Krieges gehörte der Ort zur international nicht anerkannten Republik Arzach und wurde in dieser von der Provinz Askeran verwaltet.
Nach der aserbaidschanischen Offensive gegen Arzach vom 19. auf den 20. September 2023 erlangten die aserbaidschanischen Streitkräfte die Kontrolle über das Dorf zurück.
Anfang November 2023 wurde der ethnische Armenier Wagif Chatschatrjan, dem eine Teilnahme am Massaker vom 23. Dezember 1991 vorgeworfen wird, von einem Gericht in Baku zu 15 Jahren Freiheitsstrafe verurteilt. Die Rechtmäßigkeit von Prozess und Urteil ist allerdings zwischen der armenischen und aserbaidschanischen Seite umstritten, auch internationale und kritische aserbaidschanischem Analysten beobachteten Ungereimtheit, die Zweifel an der Unvoreingenommenheit des Urteils nährten, das möglicherweise fabriziert ist.